# Willem Buys
Willem Buys (27 mei 1661 - 18 februari 1749) was pensionaris van Amsterdam (1693-1725), directeur van de Sociëteit van Suriname (1701-1717) en van de kolonie Berbice; eerste rang secretaris van de Staten van Holland (1726-1749) en raadpensionaris van Holland in het jaar 1746 toen Anthonie van der Heim ziek werd.

## Leven
Willem Buys studeerde vanaf 1679 rechten in Leiden en Orléans en werd in 1684 advocaat van het Hof van Holland. In 1691 werd hij stadsadvocaat van Amsterdam.
In 1704 was hij bemiddelaar tussen de gewesten die voor de benoeming van Johan Willem Friso van Nassau-Dietz waren, namelijk Friesland en Groningen, en Holland en Zeeland die tegen waren. Hij boekte grote successen als onderhandelaar van de Republiek der Zeven Verenigde Nederlanden. Hij verbeterde de diplomatieke relatie met Engeland in 1705 en 1706 en was een van de Nederlandse diplomatieke onderhandelaren voor vredesoverleg in 1710 (Geertruidenberg) en 1713 (Vrede van Utrecht). Buys had goede contacten met de Whigs en kreeg in 1712 opdracht de activiteiten van Anna van Groot-Brittannië bij te houden. In 1714 vertrok hij samen met Sicco van Goslinga naar Frankrijk als buitengewoon ambassadeur. Hij stond bekend als iemand die het Frans uitstekend beheerste. Buys bevorderde de vrede met Spanje en vrijheid van scheepvaart en handel. In 1723 werd hij naar Denemarken gezonden.

## Varia
- Buys is in 1693 geschilderd door Caspar Netscher
- Buys bewoonde vanaf 1715 het Trippenhuis op de Kloveniersburgwal, maar verhuisde naar de Kneuterdijk in Den Haag.
- Hij correspondeerde met Willem Jacob 's Gravesande.
- Verdwenen is de Willem Buys, merknaam van een kleine sigarenfabriek uit Valkenswaard. Zijn sigaar heeft wel eigen boekje: 'Herinneringen aan Willem Buys, opgehaald door Lau Neijnens'.